# Agalliopsis majesta
Agalliopsis majesta är en insektsart som beskrevs av Paul W. Oman 1934. Agalliopsis majesta ingår i släktet Agalliopsis och familjen dvärgstritar. Inga underarter finns listade i Catalogue of Life.